# Henri de Rodez-Bénavent
Henri de Rodez-Bénavent est un homme politique français né le 17 février 1877 à Montpellier (Hérault) et décédé le 11 octobre 1952 dans la même ville. Trois fois député de l'Hérault, il siège comme député de droite conservatrice dans des groupes comme les Indépendants de droite ou les Indépendants républicains.

## Biographie

### Origines familiales
Gustave Chaix d'Est-Ange écrit que cette famille s'appelait à ses origines de Bénavent et qu'il n'y a pas de preuves d'une origine commune avec les comtes de Rodez. Que lors de sa réception aux honneurs de la Cour en 1784 sa filiation fut remontée à l'année 1278 mais il ajoute qu'elle n'est rigoureusement suivie que depuis l'année 1507. Il écrit également que c'est lors de cette réception à Versailles en 1784 que Joseph de Bénavent se fit appeler comte de Rodez-Bénavent et écartela ses armoiries avec celles des comtes de Rodez. Ses descendants continuèrent.

### Sa carrière politique
Propriétaire viticulteur, il est maire de Cazilhac et conseiller général du canton de Ganges en 1902. 
Cette implantation locale lui permet de remporter un succès dans l'Hérault aux élections de 1919, sur la liste d'union nationale de travail et de progrès appartenant au Bloc national.
Au cours de cette législature, il siège parmi les Indépendants de droite, un groupe parlementaire conservateur dominé par les sympathisants de l'Action française. Il est également membre des commission de l'agriculture, commission des finances et commission des boissons, particulièrement en raison de son intérêt pour les questions agricoles et viticoles. 
Aux élections de 1924, il figure à nouveau sur une liste du Bloc national, la liste d'union nationale et d'entente républicaine, mais la victoire du Cartel des gauches est trop marquée pour lui permettre d'être réélu.
Aux élections de 1928, il est opposé à Charles Rouch, candidat de la SFIO. Faisant campagne sur le bilan du Bloc national, il proclame son attachement à la politique d'union nationale des Gouvernements Poincaré (2) et (3) auquel il a toujours été fidèle, ce qui lui permet de l'emporter. Il siège alors dans le groupe conservateur des indépendants républicains.
A nouveau membre de la commission des boissons, il prend part à la discussion d'un projet de loi sur la viticulture. Il se fait également remarquer par ses   propositions de loi pour améliorer la situation des domestiques.
Aux élections de 1932, il fait campagne pour « liquider la retentissante faillite du Cartel des gauches » et présentant son programme comme tendant « au progrès social par la prudence et l'ordre dans la sécurité ». Il se pose également en représentant des intérêts des viticulteurs. Élu à nouveau contre Charles Rouch, il siège comme non inscrit et est membre de la commission des travaux publics et de la commission des boissons, intervenant dans la discussion de plusieurs projets de loi relatifs à la viticulture et au commerce des vins. Il dépose également une proposition de loi relative à l'organisation de la Chambres des métiers.
Aux élections de 1936, il est battu par le chrétien de gauche Paul Boulet du parti de la jeune République, également maire de Montpellier.
Le 30 décembre 1942, alors qu'il est encore maire de Cazilhac (Hérault) et conseiller général du Canton de Ganges, le Gouvernement de Vichy, le nomme président du Conseil départemental de l'Hérault .